# Bocas del Dragon
Zmajeva usta (špa. Bocas del Dragon) naziv je niza tjesnaca koji odvajaju zaljev Paria od Karipskog mora. Postoje četiri tjesnaca, od zapada prema istoku to su:
- Boca Grande ili Grand Boca odvaja Chacachacare od poluotoka Paria i otoka Patos u Venezueli. Kroz ovaj tjesnac prolazi međunarodna granica između Trinidada i Tobaga i Venezuele.
- Boca de Navios ili Treća Boca koja odvaja Chacachacare od otoka Huevos.
- Boca de Huevos ili Druga Boca koja odvaja Huevos od otoka Monos.
- Boca de Monos ili Prva Boca koja odvaja Monos od poluotoka Chaguaramas u Trinidadu.

Prolazu je ime dao Kristofor Kolumbo na svom trećem putovanju.

## Vanjske poveznice
|  | Zajednički poslužitelj ima još gradiva o temi Bocas del Dragon |